# Hodża
Hodża (lub: Chodża) – tytuł grzecznościowy stosowany dawniej w kulturze muzułmańskiej: nauczyciel, duchowny, pan, mistrz, znawca Koranu i praw islamu. Tytuł występujący na terenach Imperium Osmańskiego oraz Indii.

## Osoby o nazwisku Hodża (Hodža, Hoxha)
- Enver Hoxha (Enver Hodża)
- Fadil Hoxha (Fadilj Hodža)
- Michal Miloslav Hodža
- Milan Hodža